# Фейерверк (фильм, 1954)
«Фейерверк» (нем. Feuerwerk) — немецкая кинокомедия режиссёра Курта Хофмана по одноимённому мюзиклу Эрика Харелля и Йюрга Амштейна. Премьера фильма состоялась в Дюссельдорфе 16 сентября 1954 года.

## Сюжет
В августе 1908 года в небольшой немецкий городок с гастролями прибывает бродячий цирк. Его директор Саша Обольски — не кто иной, как пропавший двадцать лет назад брат местного владельца фабрики по производству садовых гномиков Альберта Оберхольцера. Александр Оберхольцер, как в действительности зовут Сашу Обольски, приехал поздравить брата с днём рождения. Изумлённые горожане знакомятся с его очаровательной супругой Идуной, которая в песне рассказала о своём отце, известном клоуне, вскружив голову не одному добропорядочному семьянину.
Дочь Альберта Оберхольцера Анну цирк и его директор приводят в восторг. Анна учится в школе танцев и мечтает о столичной сцене. Несмотря на свою любовь к молодому садовнику Роберту Анна решилась сбежать из дома, чтобы стать циркачкой, заодно избежав ссылки к нелюбимой бездетной тётке Пауле. Идуна недовольна близкими отношениями, складывающимися между Анной и её супругом. Тем не менее, беглянку устраивают на ночлег в комнате, задрапированной шкурами леопардов и заставленной чучелами диких животных. Девушке приснился кошмар о том, как она стала воздушной гимнасткой и на одном из представлений упала с каната к голодным львам. Испугавшись, Анна с утра вернулась в родительский дом. В конце фильма все недоразумения благополучно разрешены, цирк даёт блистательное последнее прощальное выступление и уезжает.

## В ролях
- Лилли Палмер — Идуна
- Карл Шёнбёк — Александр Оберхольцер
- Роми Шнайдер — Анна Оберхольцер
- Клаус Бидерштедт — Роберт
- Вернер Хинц — Альберт Оберхольцер
- Рудольф Фогель — дядя Густав
- Маргарита Хааген — Кати
- Эрнст Вальдов — дядя Вильгельм
- Лизль Карлштадт — тётя Берта
- Кете Хаак — Каролина Оберхольцер
- Лина Карстенс — тётя Паула
- Михль Ланг — дядя Фриц
- Шарлотта Витхауэр — тётя Альвина
- Татьяна Заис — мадам Шперлинг
- Вилли Райхерт — начальник вокзала
- Ханс Кларин — работник цирка
- Михаэль Крамер — работник цирка
- Кристиана Майбах — Ясмина
- Клаус Поль — Пиперайт